# ملیان (روستا)
 ملیان  به عربی ( الُملَیان  )، روستایی است در شرقی شهر یریم بمسافت ۴ کیلومتر، در ناحیهٔ (خاو) و در عزلهٔ (ذی یعر)، از توابع استان مَحویت در کشور یمن در شبه جزیره عربستان. 

## جمعیت
جمعیت آن (۶۱۶) نفر (۹ خانوار) می‌باشد.